# Charles Whaley
Charles H. Whaley (fecha de nacimiento y fallecimiento desconocidas) fue un jugador de críquet y futbolista anglo-argentino.

## Carrera Profesional
Whaley jugó al fútbol como delantero para Belgrano Athletic Club y se consagró goleador del torneo Cup Tie en 1906 con 13 goles, incluyendo único tanto contra Alumni en la final que perdería junto a su equipo 10-0. En la siguiente temporada, fue el máximo goleador del club Belgrano en la Copa de Honor Municipalidad de Buenos Aires, anotando en 6 ocasiones. En octubre de 1907, representó a Argentina en un partido contra Uruguay en Montevideo. También salió goleador en la Cup Tie de 1908, con 5 tantos. Además del fútbol, en febrero de 1912 Whaley también jugó dos partidos de críquet de primera clase para la selección de críquet argentina frente a Marylebone Cricket Club, que estaba de gira. Anotó 31 carreras entre esos dos encuentros, con un récord personal de 21 not out. También lanzó 16 overs sin wicket en ambos partidos.